# Ljubov' Varjagina
Ljubov' Pavlovna Varjagina (in russo Любовь Павловна Варягина?; fl. XX secolo) è stata un'attrice russa.
Varjagina è stata un membro della compagnia di attori del teatro Korsh di Mosca e ha interpretato diversi ruoli nei film muti prodotti da A. Chanžonkov tra il 1909 e il 1911.

## Filmografia parziale

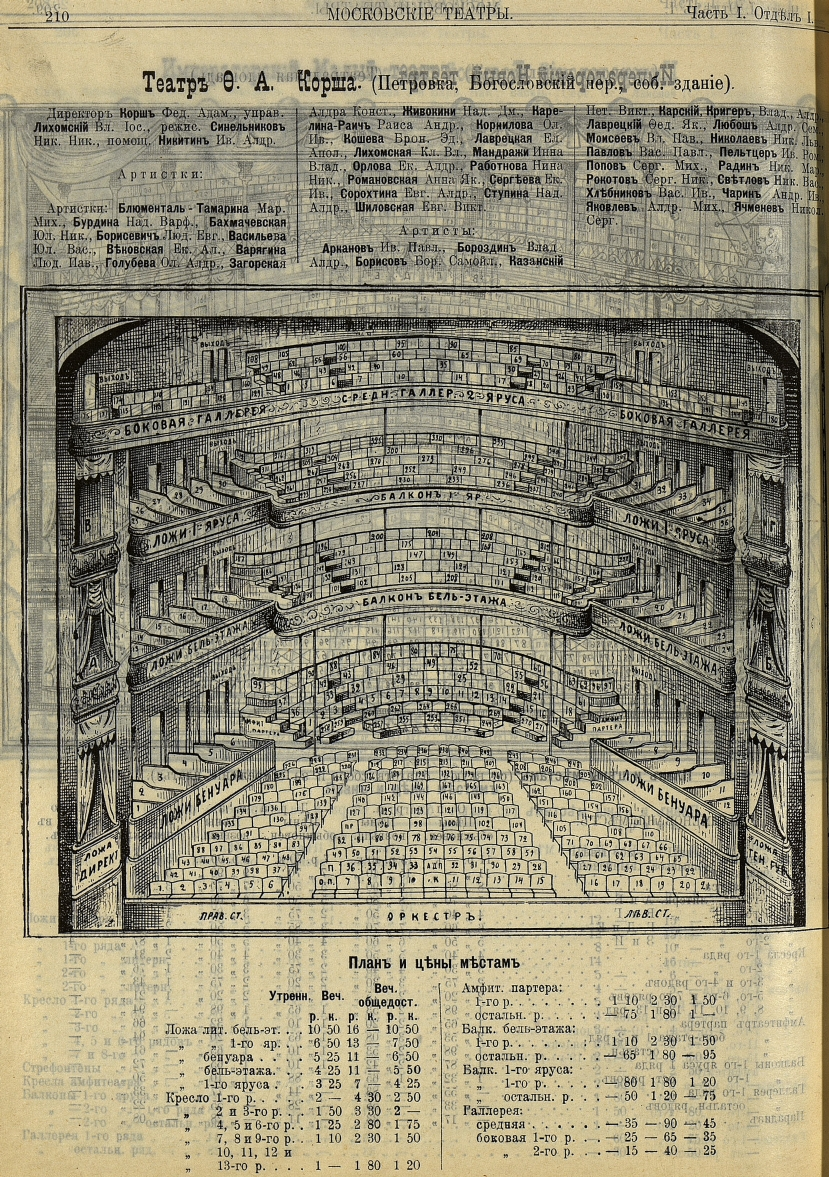
Membri della compagnia del teatro Korsh nel 1907

### Attrice
- Van'ka il dispensiere (1909)
- La maga (1909), nel ruolo di Nastas'ja.
- L'idiota (1910), nel ruolo di Nastas'ja Filippovna Baraškova[2].
- Evgenij Onegin (1911), nel ruolo di Tatiana.
- Na bojkom meste (1911)